# ГК Ростов-Дон
Гандбольний клуб «Ростов-Дон» (рос. Гандбольный клуб «Ростов-Дон») — російський жіночий гандбольний клуб з міста Ростов-на-Дону. Один з найстаріших гандбольних клубів Росії.

## Історія
Заснований у 1965 році як «Ростсельмаш», з 2002 року носить назву Гандбольний клуб «Ростов-Дон».  
Виступає у ростовському Палаці спорту «Спорт-Дон», який вміщає 4000 глядачів.

## Спортивні здобутки
Чемпіонат СРСР
- Переможець чемпіонату СРСР: 1990, 1991
- Срібний призер чемпіонату СРСР: 1979, 1980, 1981, 1982, 1989
- Бронзовий призер чемпіонату СРСР: 1976, 1988

Кубок СРСР
- Володар Кубка СРСР: 1980, 1982

Чемпіонат Росії
- Переможець чемпіонату Росії: 1994 2015 2017, 2018, 2019, 2020
- Срібний призер чемпіонату Росії: 1993, 1995, 2011, 2012, 2013, 2016
- Бронзовий призер чемпіонату Росії: 1996, 1997, 2001, 2002, 2003 2004, 2005, 2010 2014

Кубок Росії
- Володар Кубка Росії з гандболу серед жінок: 2007, 2008, 2012, 2013, 2015 року, 2016 2017, 2018, 2019

Суперкубок Росії
- Володар Суперкубка Росії: 2015, 2016 2017, 2018, 2019

Єврокубки
- Учасник Фіналу чотирьох Ліги чемпіонів ЄГФ: 2017/2018, 2018/2019
- Срібний призер Ліги чемпіонів: 2019
- Володар Кубка володарів кубків європейських країн: 1990
- Володар Кубка ЄГФ: 2017
- Фіналіст Кубка ЄГФ: 2015
- Півфіналіст Кубка володарів кубків європейських країн: 2013, 2014

## Відомі гравчині
- Владлена Бобровникова
- Вікторія Борщенко[1]
- / Ганна Бурмістрова
- Ганна Вяхірєва
- Катерина Ільїна
- / Регіна Калиниченко (Шимкуте)
- / Юлія Манагарова[2]
- Ольга Передерій
- Майя Петрова
- Ганна Седойкина
- Ганна Сень
- // Людмила Шевченко